# Muzeum Archeologii Egipskiej im. Petriego
Muzeum Archeologii Egipskiej im. Petriego (ang. Petrie Museum of Egyptian Archeology) – muzeum historii starożytnej Egiptu noszące imię angielskiego egiptologa prof. Williama Flindersa Petriego. Jako muzeum uniwersyteckie pozostaje pod kuratelą Instytutu Archeologii Uniwersytetu College London (UCL) w Londynie.

## Historia
Muzeum zostało powstało w 1892 roku wraz z Wydziałem Egipskiej Archeologii i Filologii (UCL), zgodnie z testamentem angielskiej pisarki i podróżniczki Amelii Edwards, która oprócz funduszy ofiarowała UCL swą kolekcję zabytków staroegipskich. Z kilkuset zdeponowanych przez nią obiektów kolekcja muzeum powiększyła się do liczby kilkudziesięciu tysięcy, głównie dzięki wykopaliskom prowadzonym przez pierwszego profesora Wydziału Egipskiej Archeologii i Filologii (UCL) – sir Williama Matthew Flindersa Petriego.

## Siedziba
W czasie II wojny światowej kolekcja muzeum została spakowana i wywieziona w bezpieczne miejsce. Na początku lat pięćdziesiątych XX wieku powróciła do Londynu i została tymczasowo ulokowana w dawnym budynku stajennym, w którym znajduje się do dziś. Planowane jest przeniesienie eksponatów do nowego budynku, gdzie wszystkie obiekty będą mogły być prezentowane na wystawie. Pierwotnie planowano otwarcie muzeum w nowej lokalizacji na 2008 rok, niemniej obecnie mówi się o 2010 roku ze względu na ogromny zakres prac[wymaga weryfikacji?].

## Eksponaty
W swych zbiorach zawiera około 80 tys. eksponatów z okresu starożytnego Egiptu i Sudanu, co czyni jego kolekcję jedną z największych na świecie.

Najcenniejsze zabytki:
- jeden z najstarszych egipskich fragmentów płótna (ok. 5000 p.n.e.)
- dwa posągi lwów ze świątyni Mina w Koptos
- fragment najstarszej listy faraonów lub kalendarza (ok. 2900 p.n.e.)
- najstarsza pieczęć cylindryczna starożytnego Egiptu (ok. 3500 p.n.e.)
- najstarszy przykład użycia metalu w Egipcie
- najstarsze metaliczne korale
- najstarszy przykład produkcji szkła
- najstarsza inskrypcja testamentowa sporządzona na papirusie
- najstarsze papirusy: ginekologiczny, weterynaryjny
- pokaźna kolekcja ubiorów